# 马家遗址 (新密市)
马家遗址位于河南省郑州市新密市曲梁镇马家村北金庄村南台地上，西邻溱水河。
遗址南北长500米，东西宽150米，面积7.5万平方米。遗址地表、文化层及灰坑中保存有石器、陶器残片等遗物。是新石器时代龙山文化晚期和夏代早期的聚落遗址。2009年6月3日，经郑州市人民政府批准，列入第二批郑州市文物保护单位。